# Hicham El Guerrouj
Hicham El Guerrouj (Berkane, 14 de setembro de 1974) é um meio-fundista marroquino. Ele é detentor dos recordes mundiais dos 1500 metros (com 3:26.00), 2000 metros (4:44.79), e de uma milha (3:43.13).
De 1996 até 2002 venceu 73 das 76 provas que disputou. Duas destas provas que não ganhou foi justamente em Jogos Olímpicos nos 1500 metros. Em Atlanta 1996 tropeçou e perdeu a chance de lutar por medalha e em Sydney 2000 ficou com a prata.

## Jogos Olímpicos de 2004
Em Atenas 2004 obteve sua maior performance em Jogos Olìmpícos. Conquistou a medalha de ouro nos 1500 metros, numa disputa difícil com o queniano Bernard Lagat e o português Rui Silva, que ficou com o bronze.
Conquistou ainda mais um ouro, desta vez nos 5000 metros, superando o etíope Kenenisa Bekele.